# Androsace filiformis
Androsace filiformis là một loài thực vật có hoa trong họ Anh thảo. Loài này được Retz. mô tả khoa học đầu tiên năm 1781.